# Říše vlků
Říše vlků (L'Empire des loups) je francouzský hraný film z roku 2005, který režíroval Chris Nahon podle vlastního scénáře. Film o pátrání po vrahovi v turecké komunitě v Paříži byl natočen podle stejnojmenného románu z roku 2003, který napsal Jean-Christophe Grangé.

## Děj
Mladá žena Anna Heymes trpí amnézií, nevzpomíná si na vlastního manžela a má halucinace. Podrobuje se proto vyšetření mozku. Mezitím je v Paříži v 10. obvodu nalezeno ve stokách zohavené tělo mladé ilegální Turkyně. Jedná se už o několikátý případ. Vyšetřováním je pověřen komisař Paul Nerteaux, který požádá o radu Jeana Louise Schiffera, který kdysi v turecké čtvrti 20 let pracoval a od policie byl propuštěn. Ten zpočátku odmítne, ale nakonec svolí. Anna zajde se svými problémy za psychiatričkou Mathilde Urano, která jí slíbí pomoci. Anna druhý den zjistí, že má jizvy na hlavě a prodělala plastickou operaci. Uteče z bytu, manžel se ji snaží chytit, pak zavolá policii, která po ní střílí. Uteče do nemocnice Hôtel-Dieu a poté se schová u psychiatričky, která ji vezme na vyšetření. Tam se zjistí, že je původem Turkyně. Nerteaux a Schiffer jdou za Mariusem, který zaměstnává ilegální dělníky a získají od něj údaje o mrtvých ženách. V tunelu pařížského metra dostihnou jednoho z pomocníků, který jim prozradí další informace. V Paříži působí komando Šedých vlků (militantní turecká skupina založená roku 1961), které chce zabít ženu, která je zradila. Schiffer už nechce na případu dál spolupracovat, Nerteaux proto pátrá sám. Doví se, že jednu ilegální pracovnici zatkla policie jako svědka a poté ji převzalo protiteroristické oddělení. Podaří se sestavit její identikit. Anna s psychiatričkou jdou za profesorem, který ji vyšetřoval. Prozradí jim, že Anna má upravenou paměť v rámci pokusů na lidech a slíbí jí vrátit paměť. Nerteaux zjistí, kdo byla zatčená žena a kdo jí dělal plastickou operaci. Přitom ho přepadne člen Šedých vlků. Anna jde na hřbitov Père-Lachaise, kde má uchovaný pašovaný heroin. Byla použita jako spojka Šedých vlků, ale rozhodla se organizaci zradit. Zde se setká se Schifferem, který pracuje pro Šedé vlky. Anna mu uprchne a vrací se zpátky do Turecka. Do Turecka jede i Nerteaux, který zjistil totožnost jednoho člena komanda. Sleduje ho až do hlavního sídla organizace. Sem dorazí i Anna a Schiffer. Během následné přestřelky se ukáže, že Schiffer byl členem protiteroristického policejní jednotky, která ho infiltrovala do organizace.

## Obsazení
| Jean Reno          | Jean-Louis Schiffer |
| Jocelyn Quivrin    | Paul Nerteaux       |
| Arly Jover         | Anna Heymes         |
| Laura Morante      | Mathilde Urano      |
| Philippe Bas       | Laurent             |
| David Kammenos     | Azer                |
| Didier Sauvegrain  | Ackerman            |
| Patrick Floersheim | Charlier            |
| Étienne Chicot     | Amien               |
| Vernon Dobtcheff   | Kudseyi             |
| Vincent Grass      | Marius              |